# DV Волопаса
DV Волопаса (лат. DV Boötis), HD 126031 — тройная звезда в созвездии Волопаса на расстоянии приблизительно 408 световых лет (около 125 парсеков) от Солнца. Видимая звёздная величина звезды — от +7,76m до +7,53m.
Пара первого и второго компонентов — двойная затменная переменная звезда типа Алголя (EA). Орбитальный период — около 3,7826 суток.

## Характеристики
Первый компонент — белая звезда спектрального класса A2, или A9V, или F1Vm. Масса — около 1,795 солнечной, радиус — около 1,328 солнечного, светимость — около 11,42 солнечных. Эффективная температура — около 7013 K.
Второй компонент. Масса — около 1,23 солнечной*.
Третий компонент — коричневый карлик. Масса — около 13,58 юпитерианских. Удалён на 1,818 а.е..